# Campeonato Europeu de Atletismo em Pista Coberta de 2023 - Arremesso de peso masculino
A prova do arremesso de peso masculino do Campeonato Europeu de Atletismo em Pista Coberta de 2023 foi disputada nos dias 2 e 3 de março de 2023 na Ataköy Athletics Arena, em Istambul, na Turquia.

## Recordes
Antes desta competição, os recordes mundiais e do campeonato nesta prova eram os seguintes:
|                       | Nome           | Nacionalidade     | Distância | Local       | Data                    |
| --------------------- | -------------- | ----------------- | --------- | ----------- | ----------------------- |
| Recorde mundial       | Ryan Crouser   | Estados Unidos    | 23m 38cm  | Pocatello   | 18 de fevereiro de 2023 |
| Recorde europeu       | Ulf Timmermann | Alemanha Oriental | 22m 55cm  | Senftenberg | 11 de fevereiro de 1989 |
| Recorde do campeonato | Ulf Timmermann | Alemanha Oriental | 22m 19cm  | Liévin      | 21 de fevereiro de 1987 |

## Medalhistas
| Ouro            | Prata              | Bronze               |
| Zane Weir (ITA) | Tomáš Staněk (CZE) | Roman Kokoshko (UKR) |

## Cronograma
Todos os horários são locais (UTC +3).
| Data       | Hora  | Evento       |
| ---------- | ----- | ------------ |
| 2 de março | 19:12 | Qualificação |
| 3 de março | 19:25 | Final        |

## Resultados

### Qualificação
Qualificação:21,20 m (Q) ou os 8 melhores qualificados (q). 
| Posição | Atleta           | Nacionalidade        | #1    | #2    | #3    | Resultados | Notas                |
| ------- | ---------------- | -------------------- | ----- | ----- | ----- | ---------- | -------------------- |
| 1       | Zane Weir        | Itália               | 20.70 | 21.46 |       | 21.46      | Q, =                 |
| 2       | Filip Mihaljević | Croácia              | 20.40 | 21.20 |       | 21.20      | Q                    |
| 3       | Leonardo Fabbri  | Itália               | x     | x     | 21.17 | 21.17      | q                    |
| 4       | Bob Bertemes     | Luxemburgo           | 20.92 | 20.49 | x     | 20.92      | q                    |
| 5       | Marcus Thomsen   | Noruega              | 20.71 | 20.45 | 20.02 | 20.71      | q                    |
| 6       | Tomáš Staněk     | Chéquia              | x     | 20.09 | 20.70 | 20.70      | q                    |
| 7       | Roman Kokoshko   | Ucrânia              | 20.43 | x     | x     | 20.43      | q                    |
| 8       | Mesud Pezer      | Bósnia e Herzegovina | 20.18 | 19.98 | 20.20 | 20.20      | q                    |
| 9       | Andrei Toader    | Roménia              | 20.15 | 19.43 | 19.86 | 20.15      |                      |
| 10      | Nick Ponzio      | Itália               | 19.83 | x     | 19.73 | 19.83      |                      |
| 11      | Asmir Kolašinac  | Sérvia               | x     | x     | 19.63 | 19.63      |                      |
| 12      | Francisco Belo   | Portugal             | x     | x     | 19.61 | 19.61      |                      |
| 13      | Giorgi Mujaridze | Geórgia              | 18.92 | 19.05 | 18.70 | 19.05      | Recorde da temporada |
| 14      | Muhamet Ramadani | Kosovo               | x     | 17.93 | 17.29 | 17.93      | Recorde nacional     |
| 99      | Michał Haratyk   | Polónia              | x     | x     | x     | NM         |                      |
| 99      | Armin Sinančević | Sérvia               | x     | x     | x     | NM         |                      |

### Final
A final aconteceu às 19:25 no dia 3 de março de 2023.
| Posição           | Atleta           | Nacionalidade        | #1    | #2    | #3    | #4    | #5    | #6    | Resultados | Notas                |
| ----------------- | ---------------- | -------------------- | ----- | ----- | ----- | ----- | ----- | ----- | ---------- | -------------------- |
| Medalha de ouro   | Zane Weir        | Itália               | 21.18 | 21.89 | 22.06 | x     | x     | x     | 22.06      | EL,                  |
| Medalha de prata  | Tomáš Staněk     | Chéquia              | 20.54 | 21.90 | x     | 21.45 | x     | 21.06 | 21.90      | Recorde da temporada |
| Medalha de bronze | Roman Kokoshko   | Ucrânia              | 21.25 | 20.57 | x     | x     | x     | 21.84 | 21.84      | Recorde nacional     |
| 4                 | Filip Mihaljević | Croácia              | 21.13 | 20.73 | 21.42 | 21.25 | 20.84 | 21.43 | 21.43      |                      |
| 5                 | Bob Bertemes     | Luxemburgo           | 19.88 | x     | x     | x     | 21.00 | x     | 21.00      |                      |
| 6                 | Marcus Thomsen   | Noruega              | x     | x     | 20.49 | 20.48 | 20.66 | 20.49 | 20.66      |                      |
| 7                 | Mesud Pezer      | Bósnia e Herzegovina | x     | x     | 19.80 | x     | 19.94 | x     | 19.94      |                      |
| 8                 | Leonardo Fabbri  | Itália               | x     | x     | x     | x     | x     | x     | NM         |                      |

Legenda
| Recorde mundial       | Recorde mundial (World record)               |                       | Recorde africano                      | Recorde africano (African) |                                           | Q | Classificado por posição (Qualified) |
| Recorde do campeonato | Recorde do campeonato (Championship record)  | Recorde da América    | Recorde da América (Americas)         | q                          | Classificado por melhor tempo (Qualified) |   |                                      |
| Melhor marca do ano   | Melhor marca do ano (World leading)          | Recorde asiático      | Recorde asiático (Asian)              | DNS                        | Não largou (Did not start)                |   |                                      |
| Recorde nacional      | Recorde nacional (National record)           | Recorde europeu       | Recorde europeu (European)            | DNF                        | Não terminou (Did not finish)             |   |                                      |
| Recorde pessoal       | Recorde pessoal do atleta (Personal best)    | Recorde da Oceania    | Recorde da Oceania (Oceania)          | DSQ / DQ                   | Desclassificado (Disqualified)            |   |                                      |
| Recorde da temporada  | Recorde da temporada do atleta (Season best) | Recorde sul-americano | Recorde sul-americano (South America) | NM                         | Sem marca (No mark)                       |   |                                      |